# Московская улица (Екатеринбург)
Моско́вская у́лица (часть улицы с 1920-х годов до 1939 называлась Но́во-Моско́вской) — улица Екатеринбурга, западная граница центральной части города. Идёт от улицы Челюскинцев до Военной улицы, в трёх административных районах города: дома № 1—29 (нечётная сторона) до пр. Ленина и № 2—82 (чётная сторона) до Посадской ул. — Верх-Исетский район, № 35—277 (нечётная сторона) от пр. Ленина до ул. Островского и № 116—218 (чётная сторона) от Посадской ул. до пер. Рижского — Ленинский район, от Рижского пер. до Военной ул. (чётная сторона, домов нет) и № 281—283 (нечётная сторона) от ул. Островского до Военной ул. — Чкаловский район. Общая протяжённость — 7300 метров.

## История и архитектура

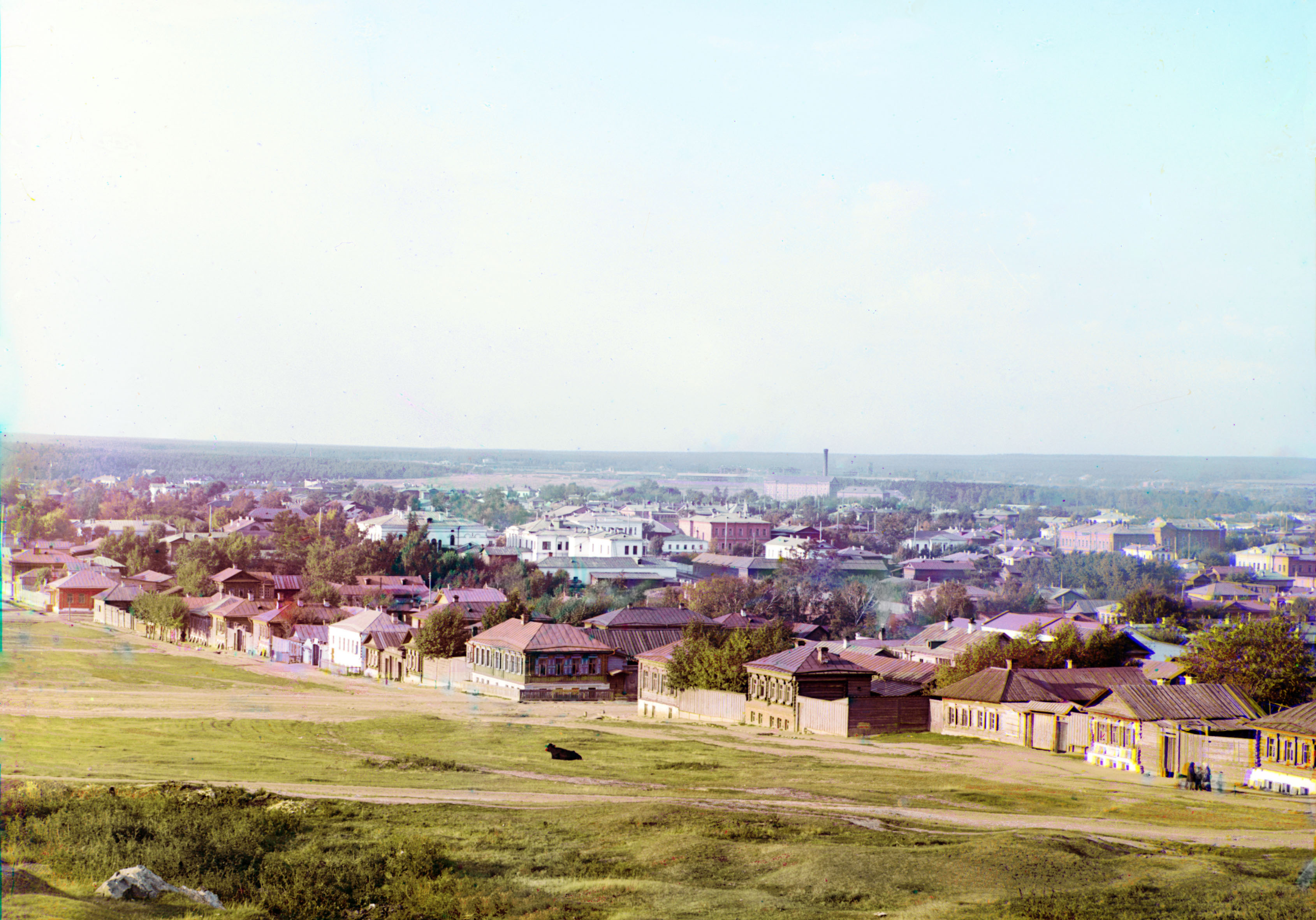
Вид на улицу, 1910

Улица застраивалась с конца XVIII века и вплоть до начала XX века была одинаркой (односторонней), с застройкой лишь по восточной стороне. К 1889 длина немощёной улицы составляла 1225 саженей (2614 м) до реки Монастырки, насчитывалось 77 домов. Лишь в квартале до пр. Ленина в конце XIX века выстроены 2-этажные каменные особняки — дом № 6 с двумя флигелями, Е. Е. Турыгина, № 9 (позже — 19), статского советника Д. Ф. Пестерева, с элементами классицизма, № 12 — вдовы коллежского асессора Ф. И. Тергартен, № 17 — чиновника М. К. Советкина. Остальные дома мещан и крестьян были одноэтажные, деревянные. Позднее застраивалась часть улицы южнее Болотной ул. (ныне — Большакова), причём улица делала поворот на юго-восток (по бывшему земляному валу крепости), наискосок — эта часть улицы к 1929 году была застроена по чётной стороне до 3-й Загородной ул. (Фрунзе), а к 1931 году — до 4-й Загородной (Щорса). К середине 1930-х застроена нечётная сторона от 3-й до 4-й Загородной с прилегающими кварталами к западу вплоть до Ново-Московской ул., которая являлась прямым продолжением Московской. К 1939 году часть улицы между 3-й и 4-й Загородной, продолжавшаяся за поворотом наискосок, стала называться Верещагина, а прямое продолжение, называвшееся Ново-Московской, стало называться Московской, нечётная сторона улицы застроена вплоть до Златоустовской ул., а к 1941 году — до ул. Островского.
На чётной стороне в конце XIX — нач. XX веков были построены два двухэтажных здания школ, отнесённые к пересекающим её Покровскому проспекту (ныне — Малышева) и Отрясихинской улице (Радищева). Остальная часть чётной стороны в начале XX века представляла собой городской выгон для скота и огороды, южнее нынешней ул. Тольятти — болото с т. н. Московским торфяником, где велись разработки торфа и существовала пожарная вышка, южнее ул. Болотной — сосновый лес. В 1920-е — 1940-е годы от ул. Куйбышева вплоть до торфяника возникала т. н. «самовольная застройка» (в том числе даже землянки). В 1929 году на углу с пр. Ленина в стиле конструктивизма построен физиотерапевтический институт, на пересечении с пр. Ленина оформлена пл. Коммунаров, которую в 1929 пересекла трамвайная линия, в 1938 — сдан 2-эт. барак № 18-а (снесён в 2005).
В послевоенные годы на чётной стороне двухэтажными кирпичными домами застраивается квартал между ул. Малышева и Радищева (1947—50), появляются 2—4-этажные шлакоблочные дома дома № 50 и 52 (1953), кирпичные № 66 и 68 (1957), трёхэтажные № 193 «б» и «в» (1959). В центральной части улицы в стиле советского неоклассицизма застраивается квартал до пр. Ленина: в 1947 — монументальный 5-этажный дом № 29 (с институтом экономики УрО РАН), в 1954 году появляется оригинальный одноэтажный особняк № 6 на две квартиры с садом, в 1956 — 4-этажный нарядный жилой дом № 8 с Верх-Исетским народным судом, пятиэтажные дома № 47 (1957) и № 2 (1958, с поликлиникой). С 4 ноября 1959 от пл. Коммунаров в сторону вокзала по улице пошли трамваи. В 1961—66 домами «хрущёвского» типа застраиваются кварталы между ул. Малышева и Радищева, и от ул. Тольятти до ул. Посадской . В 1967 году к дому № 47 пристраивается длинный дом № 49, также «хрущёвского типа». Чётная сторона между ул. Малышева и Большакова вплоть до конца 1980-х годов была застроена хаотично и разрозненно: две воинские части (в том числе в/ч 7605), 1—2-этажные складские и производственные строения, дома частного сектора.
В 1970-е годы начался снос первых одноэтажных домов частного сектора между ул. Фрунзе и Щорса, на их месте сданы дома № 225/2 и 225/3 (1973), 217 (1974), 219 (1975), 9-этажный кирпичный дом на 262 квартиры № 225/1 (1977—78), 229 (1981), 209 (1984), с зелёной зоной перед ними (ныне планируется к вырубке). 15 ноября 1986 года была запущена трамвайная линия от пр. Ленина до ул. Радищева. К улице была отнесена часть сданных в 1987 году домов района «Юго-западный» (№ 212—218). Наконец в конце 1980-х между ул. Радищева и Большакова начинается застройка многоэтажными домами микрорайона, названного «Московская горка»: дома № 58 (1987) и 78 (1988), 9—16-этажные дома (1990—96) по нечётной стороне отнесены к соседней ул. Шейнкмана, дом № 56/2 (1998), в 2005 был сдан дом № 70 «Гулливер» — один из первых 25-этажных «элитных» домов города. Пущена 29 октября 1992 трамвайная линия от ул. Радищева до Дворца Спорта. В 1990-е снесены несколько исторических особняков в начале улицы ради строительства здания Уральского Банка Сбербанка России (дом № 11), в 2007 закончена реконструкция Центра косметологии и пластической хирургии (дом № 19), резко изменившая исторический облик здания. В начале 1990-х началось строительство нового СИЗО, замороженное на долгие годы из-за протестов жителей окружающих домов, с 2003 года строительство возобновилось с изменением назначения здания и 22 октября 2007 открыт самый большой в России Дворец правосудия, на ротонде-пристрое которого установлена скульптура богини правосудия Фемиды. Напротив сдан в 2008 офисный «Бизнес МАН Центр». В сентябре 2009 на пересечении с ул. Ясной открылся ТРЦ «Фан-Фан», в декабре 2009 — на пересечении с ул. Малышева — ТРЦ «Алатырь», общей площадью 77 тыс. м². На углу с ул. Куйбышева в 2011-12 сдан ЖК "Московский (д. 66), напротив — 17—26-этажный жилой комплекс «Москва» (д. 77, 2011).
С августа 2008 началось строительство крупной дорожной развязки на пересечении с ул. Большакова, Посадской и Ясной с самой длинной эстакадой в городе, длиной 756 м, 17 августа 2009 сданы наземные проезды между Посадской, Московской и Ясной улицами. 29 октября 2010 состоялось торжественное открытие сквозного движения по эстакаде. 17 августа 2011 развязка была полностью завершена.
В июне 2016 года в рамках подготовки города к чемпионату мира по футболу началась реконструкция перекрёстка Московская-Ленина. В ходе реконструкции перекрёсток был значительно расширен. Небольшой участок возле площади Коммунаров, по которому долгое время было одностороннее движение, вновь стал двухсторонним. Реконструкция перекрёстка полностью завершилась 15 августа 2016 года.
В марте 2017 года началась масштабная реконструкция улицы. Реконструкция была разделена на три этапа: перекрёсток Московской—Щорса—Амундсена, Московская—бульвар Денисова-Уральского—Волгоградская и Патриса Лумумбы—Военная—Рижский переулок. В конце июля 2017 года был сдан участок от Щорса в сторону центра. В сентябре 2017 частично было открыто движение через перекрёсток Московская-Щорса. Полностью реконструкция была завершена в октябре 2017 года.

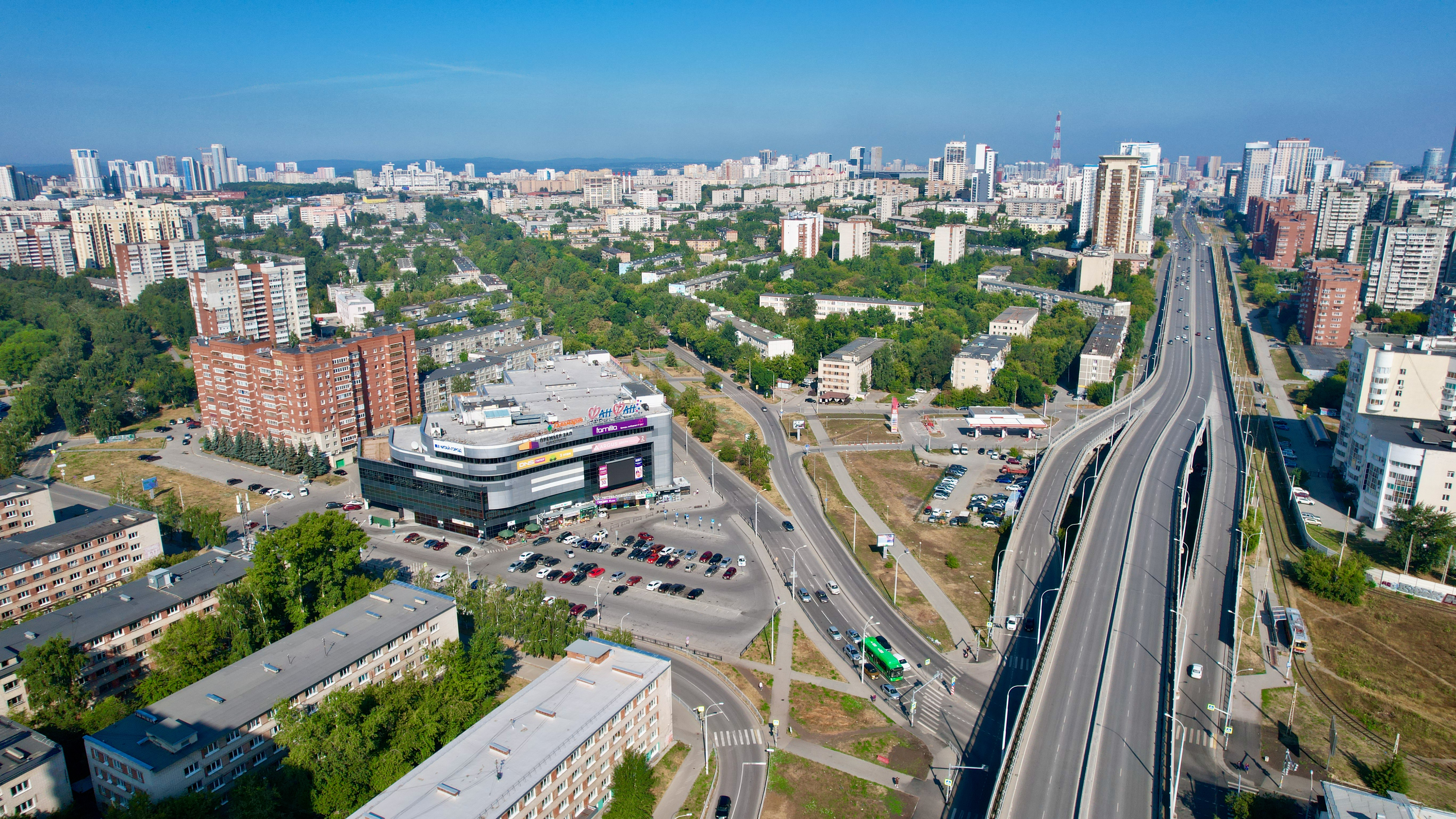
Вид с высоты на север, слева примыкает улица Посадская
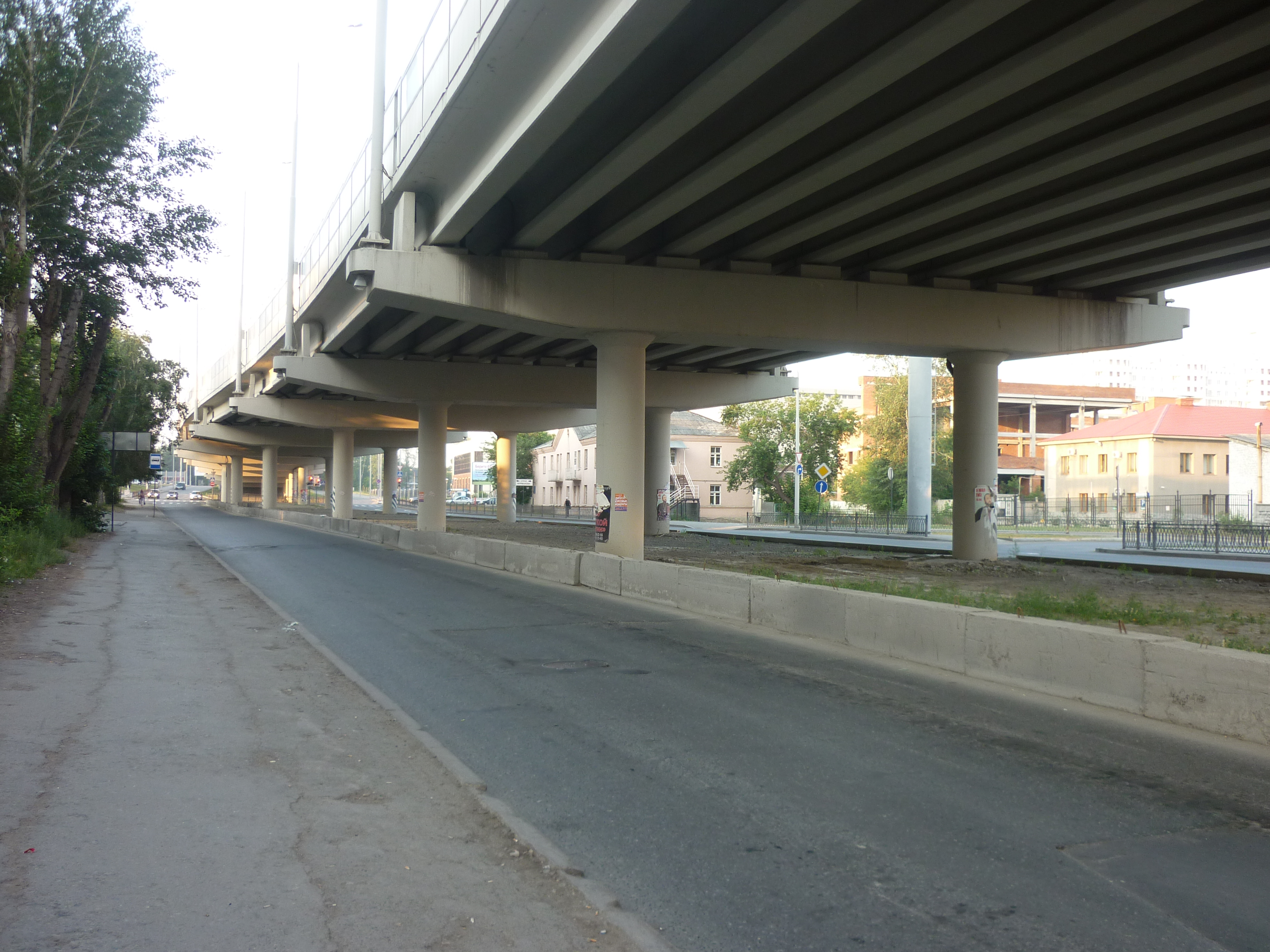
Эстакада у пересечения с ул. Большакова
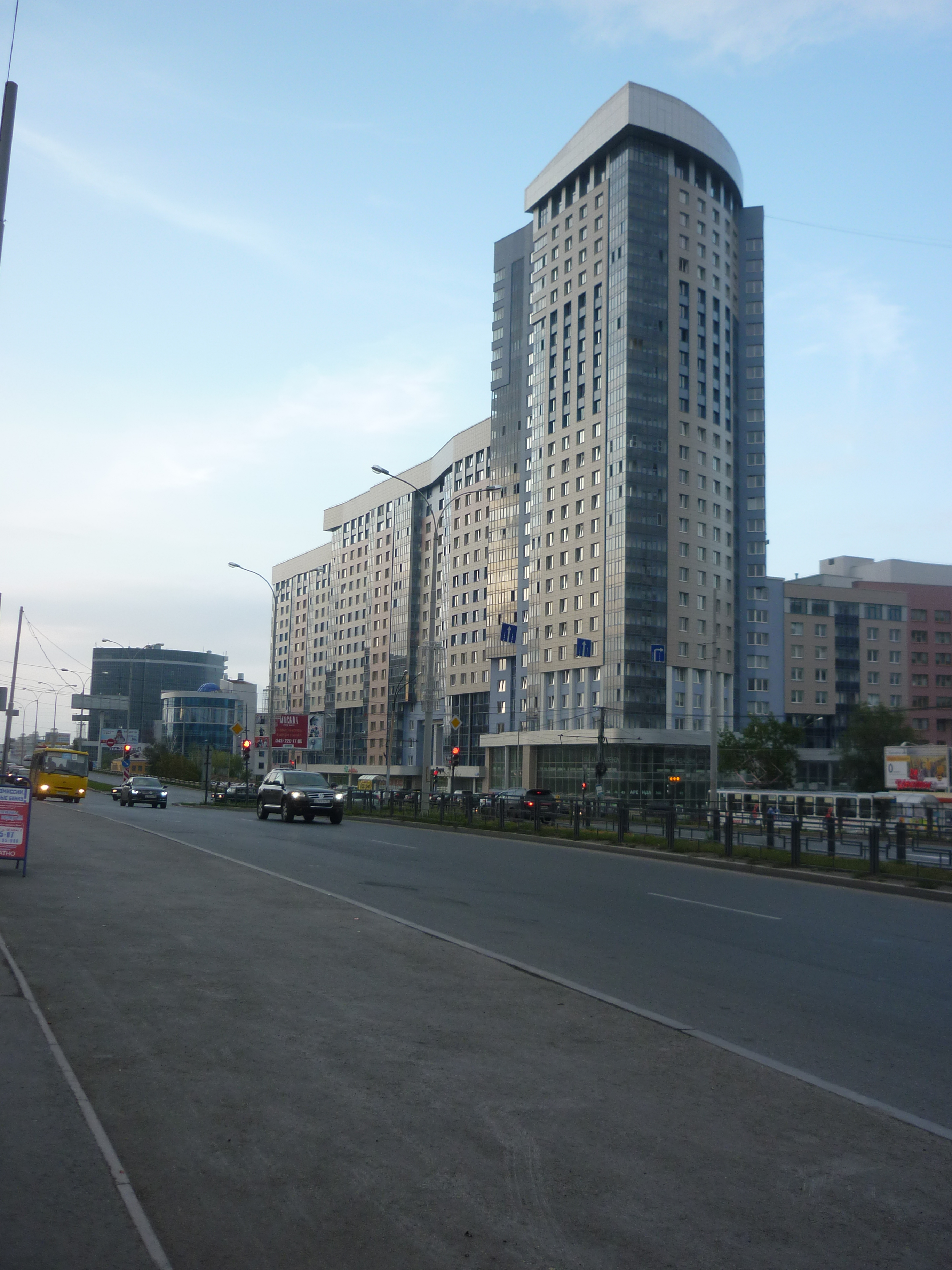
ЖК «Москва» на углу Московской и Куйбышева
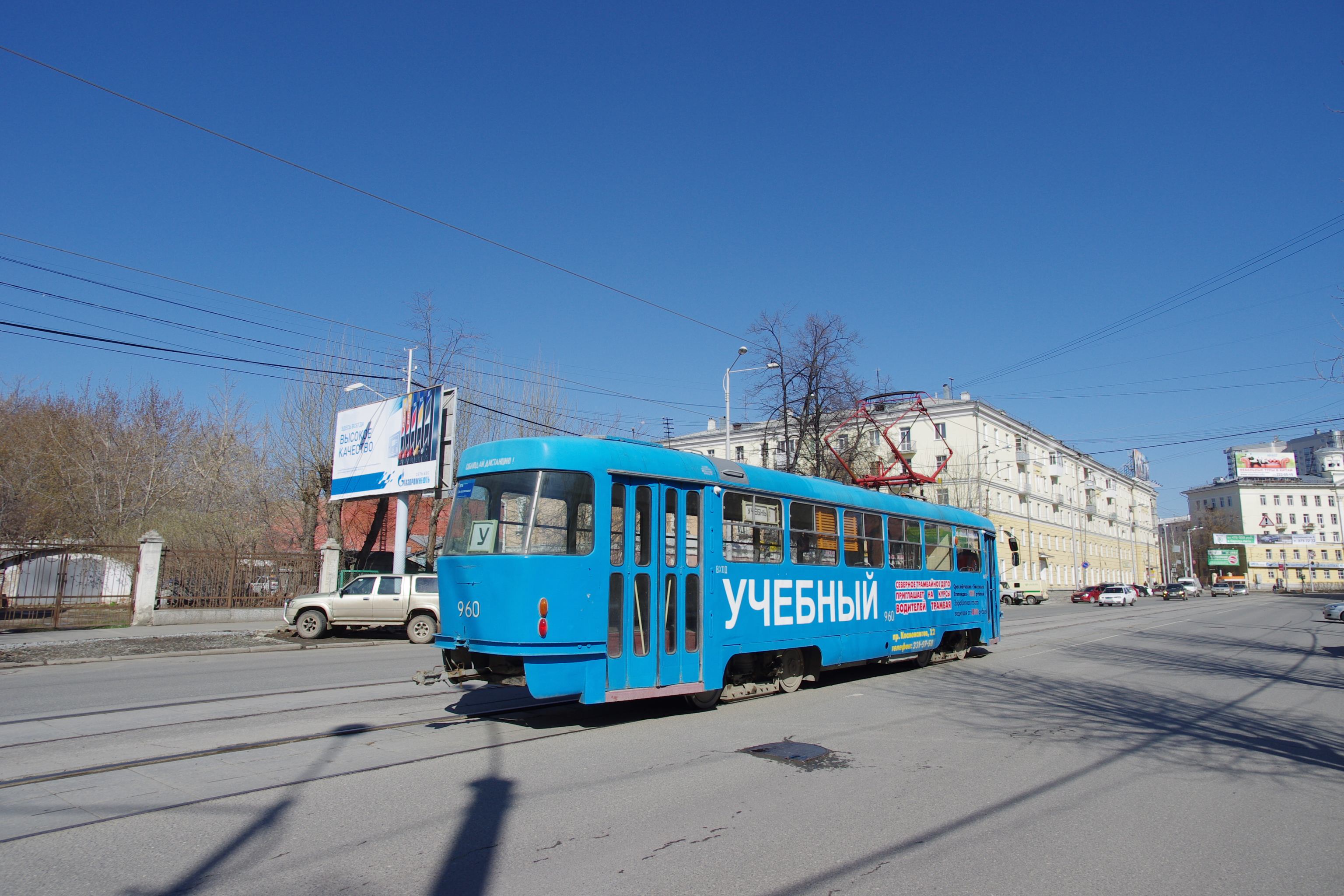
Учебный трамвай на улице Московской
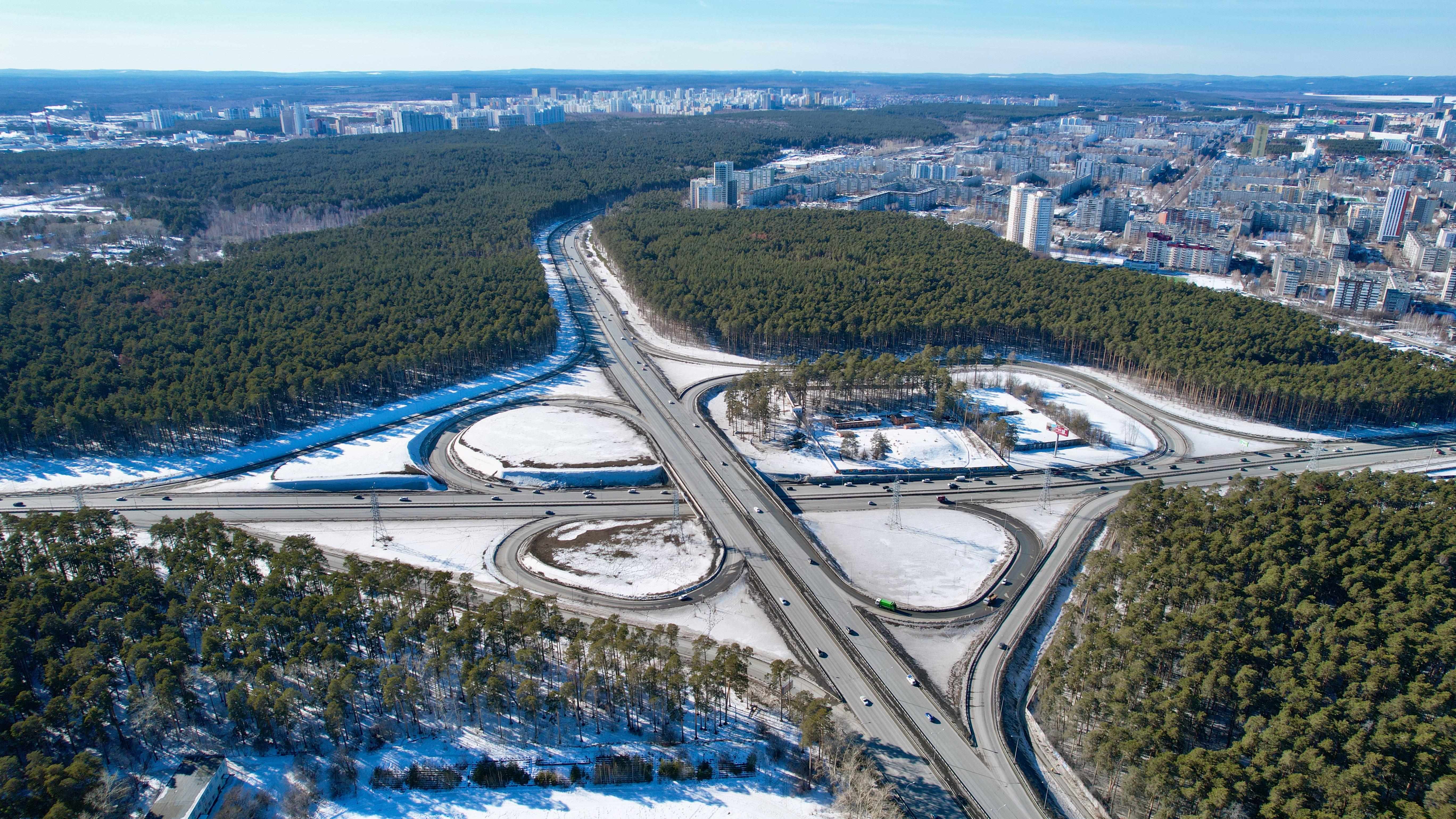
Развязка с Объездной дорогой